# Haiku

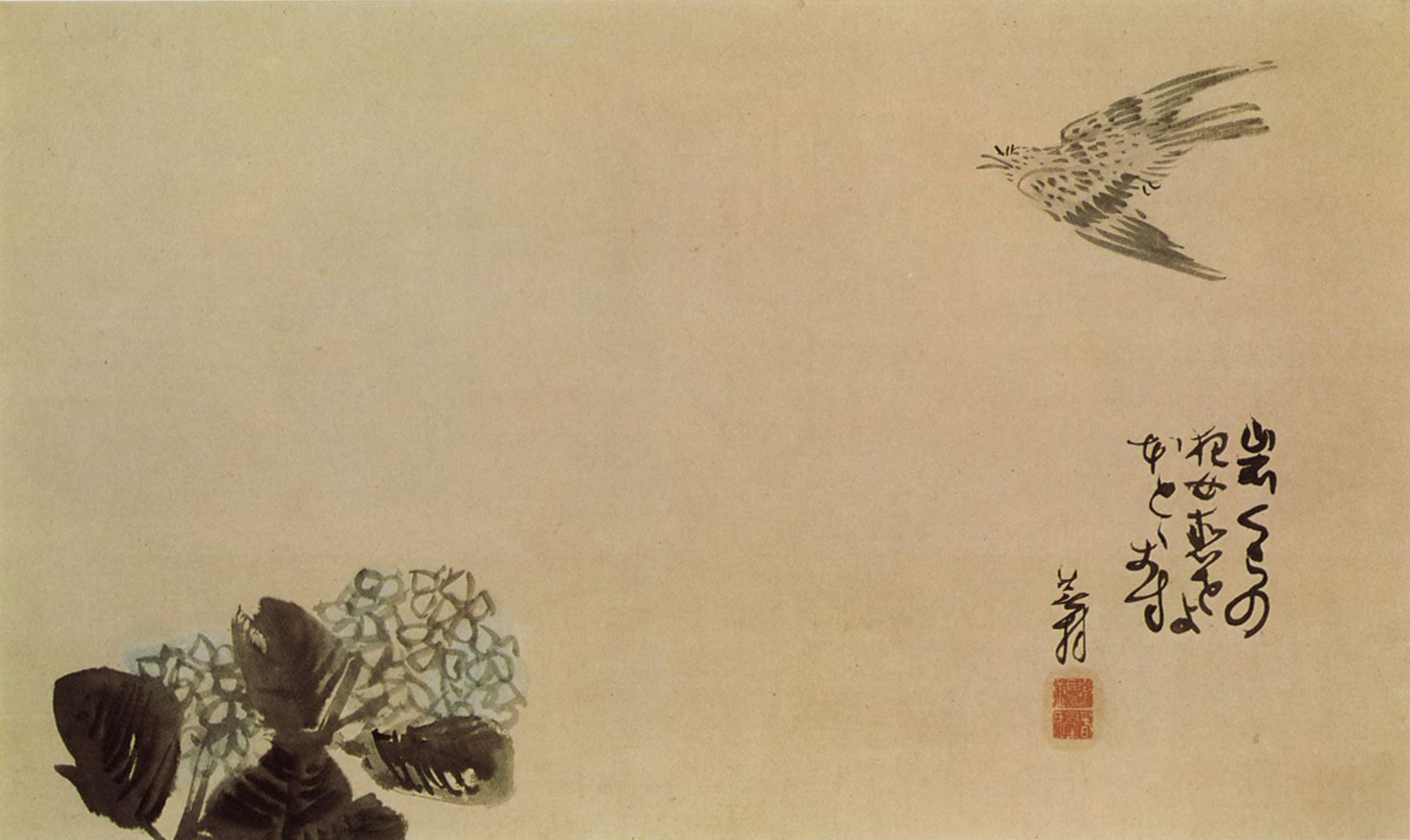

L'haiku (俳句? [häikɯ]) è un componimento poetico nato in Giappone nel XVII secolo. È composto da tre versi per complessive diciassette more (e non sillabe, come comunemente detto), secondo lo schema 5/7/5. e include sempre una parola che esprime una stagione (kigo).
Inizialmente indicato con il termine hokku (発句? lett. "strofa d'esordio"), deve il suo nome attuale allo scrittore giapponese Masaoka Shiki (1867-1902), il quale coniò il termine verso la fine del XIX secolo, quale forma contratta dell'espressione haikai no ku (俳諧の句?, letteralmente "verso di un poema a carattere scherzoso"). Il genere haiku, benché già noto e diffuso in Giappone, conobbe un fondamentale sviluppo tematico e formale nel periodo Edo (1603-1868), quando numerosi poeti tra cui Matsuo Bashō, Kobayashi Issa, Yosa Buson e, successivamente, lo stesso Masaoka Shiki utilizzarono prevalentemente questo genere letterario per descrivere la natura e gli accadimenti umani direttamente collegati ad essa.

## Haiku
L'haiku ha origini molto incerte: sembra derivare dal genere di poesia classica giapponese chiamato waka 和歌 (letteralmente, "poesia giapponese"), poi ribattezzata tanka 短歌 ("poesia breve") da Masaoka Shiki, ma molto probabilmente trae origine dalla prima strofa (lo hokku) di un renga, il componimento poetico a più mani. Lo haiku è caratterizzato dalla peculiare struttura in 3 versi, rispettivamente di 5, 7 e 5 more.
Per la sua immediatezza e apparente semplicità, l'haiku fu per secoli una forma di poesia "popolare" trasversalmente diffusa tra tutte le classi sociali in contrasto alle costruzioni retoriche dei waka e solamente nel XVII secolo venne riconosciuto come una vera e propria forma d'arte grazie ad alcune opere di famosi scrittori tra cui Matsuo Bashō. L'haiku è una poesia dai toni semplici, senza alcun titolo, che elimina fronzoli lessicali e retorici, traendo la sua forza dalle suggestioni della natura nelle diverse stagioni. La composizione richiede una grande sintesi di pensiero e d'immagine in quanto il soggetto dell'haiku è spesso una scena rapida ed intensa che descrive la natura e ne cristallizza i particolari nell'attimo presente. L'estrema concisione dei versi lascia spazio ad un vuoto ricco di suggestioni, come una traccia che sta al lettore completare.
Molto diffusa nel periodo Edo era la scrittura di diari di viaggio (haibun 俳文) inframmezzando parti in prosa con componimenti del genere haiku, un famoso esempio è l'opera Oku no hosomichi del poeta Matsuo Bashō, completata dopo un pellegrinaggio nel Nord del Giappone, nel 1689.

## Kigo
In ogni haiku è presente un riferimento stagionale (il kigo 季語 o "parola della stagione"), cioè un accenno alla stagione che definisce il momento dell'anno in cui viene composto o al quale si riferisce. Il kigo può essere un animale (come la rana per la primavera o la lucciola per l'estate), un luogo, una pianta, ma anche il nome di un evento oppure una tradizione, come ad esempio i fuochi d'artificio per indicare l'estate. Il kigo costituisce il tema principale dell'haiku ed è considerato dagli haijin 俳人 ("poeti di haiku") il cuore stesso del componimento poetico. Il Maestro giapponese Seki Ōsuga (1881-1920) afferma al riguardo che “il richiamo alla stagione rappresenta quel sentimento che emerge dalla semplice osservazione e contemplazione della dignità naturalistica, e proprio qui risiede l'interesse nei confronti della poesia haiku, laddove ogni cosa è armonizzata e ricondotta ad unità attraverso questo stesso sentimento.” 
Data la loro importanza per la corretta scrittura di haiku, in Giappone vengono redatti dei cataloghi chiamati saijiki 歳時記 ("antologia delle stagioni") che raccolgono tutti i riferimenti divisi per stagione in sette sezioni convenzionali: Stagione, Fenomeni celesti, Fenomeni terrestri, Eventi, Vita umana, Animali e Piante.
In forma indiretta e meno rigida, il kigo è utilizzato anche nelle canzoni J-pop, dove ad esempio i ciliegi o l'inizio delle scuole fanno pensare alla primavera.

## Kireji
I versi dell'haiku sono strutturati in modo da presentare almeno un kireji 切れ字 ("parola che taglia"), ossia una cesura, un rovesciamento che può essere o meno indicato da un trattino, una virgola, un punto, ecc., ma che nella lingua giapponese viene resa attraverso particolari categorie di parole non direttamente traducibili in italiano, come ya や, kana かな e keri けり. 
Il kireji ha la funzione di segnalare al lettore un ribaltamento semantico o concettuale, un capovolgimento di significato che può avvenire ad esempio tra il primo e i due versi seguenti, oppure in qualsiasi altra posizione. La tradizione poetica risalente allo hokku, vuole, tuttavia, che tale stacco (kiru 切る) venga preferibilmente collocato al termine del primo o del secondo verso.
Tale rovesciamento semantico è spesso indice della riuscita di un haiku, sottintendendo la complessità del sentire poetico e realizzando un salto dell'immaginazione tra concetti e immagini apparentemente distanti.
Un esempio evidente lo troviamo nello haiku di Masahide, dove il trattino rappresenta il rovesciamento, il salto:
(Masahide)

## La "scuola del verso libero"
Nonostante l'haiku classico e più diffuso segua lo schema moraico 5/7/5, importanti autori, sia giapponesi sia italiani, hanno preferito uno schema più libero. In particolare ricordiamo i maestri giapponesi Hekigodo, Hosai e Hosha. Arena afferma, in relazione ai precedenti, che essi aderirono alla "scuola del verso libero". Alfonso osserva acutamente che "se è vero che ogni rigido purismo formale può alimentare quel fenomeno di destabilizzazione che favorisce il processo creativo, è anche vero che esso può essere posto, per converso, al servizio di quelle difese psicologiche volte a proteggere, legittimamente e umanamente, i nostri attaccamenti consci o inconsci, di qualsiasi genere essi siano." 
Tra i poeti italiani che hanno adottato forme metriche "libere" ricordiamo Ungaretti.

### Haiku come anti-sillogismo
La presenza del salto logico (kiru) a cui costringe l'haiku, ha fatto dire che esso può essere visto come una forma di anti-sillogismo. Quella conclusione che nel sillogismo è logicamente determinata e rigorosamente connessa, nello haiku appare, in molti casi, illogica, priva di apparente connessione. Questo salto, questa illogicità, appaiono comprensibili se considerati, invece, psicologicamente.

### Haiku come “innovazione”
L'haiku (visto come anti-sillogismo) e il sillogismo stesso incarnano, a ben vedere, la doppia condizione della vita, che, per mantenersi, deve riuscire sia a rinnovarsi sia ad innovarsi. Se il rinnovamento esprime la riproduzione dei cicli vitali, l'innovazione deve realizzare quelle trasformazioni che permettono alla vita di affrontare e superare quei mutamenti dell'ambiente (ad esempio l'incendio di un tetto; si veda sopra l'haiku di Masahide) che ostacolano oppure rendono impossibili o inefficaci i processi ciclici di rinnovamento. L'innovazione è, quindi, la capacità della vita di far emergere, di produrre, soluzioni vitali nuove (salto). In fondo, l'haiku, l'arte, ed ogni scoperta scientifica rappresentano tutte quelle rivoluzioni che vanno oltre le vecchie forme e i vecchi schemi, divenuti incapaci di garantire la sopravvivenza della vita. La vita sopravvive soltanto facendosi opera d'arte di sé stessa.
Poiché nell'uomo, a causa della sua specificità, il bisogno vitale di sopravvivere coinvolge la coscienza, egli, ha, talvolta, necessità di rendere più complessa la propria esperienza; deve, cioè, riuscire ad andare oltre se stesso verso una nuova e diversa coscienza, più ricca ed affettivamente pregnante. Questo elemento di novità, mai privo di armonia, costituisce quella fascinazione che pervade e contraddistingue l'haiku ed ogni altra opera d'arte.

### Haiku come modello del processo creativo
Questo processo (salto) creativo è, però, tutt'altro che agevole e spontaneo. Leonardo Vittorio Arena ricorda, infatti, come a volte, sia necessario "un rigido training", anche per la composizione di un haiku. A questo proposito egli ne cita uno di Issa che avrebbe richiesto mesi per la stesura definitiva:
Una grossa lucciola

in vibrante tremolio

s'allontana – penetrante.
Secondo Arena, lo spunto immediato è stato sottoposto ad una lunga e faticosa rielaborazione: una simile fase gestatoria è comune ad ogni lavoro di creazione artistica, sia essa un'opera d'arte in senso stretto sia essa una scoperta scientifica. Ogni processo di creazione originale ha, come punto di partenza, un evento casuale che ha una valenza affettiva per il soggetto, in questo caso per il poeta haijin. Se questo vissuto, che risulta sempre essere, in qualche modo e misura, perturbante, non viene gradualmente assorbito, abbandonato, dal sistema, bensì mantenuto vivo, si determina una progressiva "destabilizzazione". Oltre una certa soglia, si verificherà, allora, l'emergenza di qualcosa di originale, una qualche forma di “illuminazione”. Ad esempio, nello haiku di Mizuta Masahide, sopra citato, l'elemento perturbante e destabilizzante è espresso chiaramente nel primo verso (Il tetto s'è bruciato); dopo un certo tempo (anche mesi) vi è un salto creativo o poietico (ora posso vedere la luna).
Un altro haiku, ancora di Issa: 
Non piangete, insetti – 

gli amanti, persino le stelle

devono separarsi
dimostra ulteriormente come, di fronte all'evento perturbante – qui la separazione da una persona amata - il poeta elabori la propria sofferenza senza abbandonarla, fino a intendere che tutti gli esseri - animati e inanimati - sono costretti a vivere esperienze di perdita e di lutto. Ecco che Issa giunge ad un sentimento di compassione in senso buddhistico. In ogni haiku (riuscito) si realizza quello che si ritrova in ogni altra produzione artistica: la generazione di un mondo nuovo.

## Gli stati d'animo
Nell'haiku il poeta fissa uno stato d'animo attraverso le immagini della natura che lo circonda.
Tra i molti sentimenti presenti in un componimento i principali possono essere:
- Sabi 寂: derivato dall'aggettivo sabishī 寂しい (“solitario”, “povero”, ma anche “scarno” o “avvizzito”), rappresenta quella "patina" che avvolge le cose esposte allo scorrere inesorabile del tempo.
- Wabi 侘: letteralmente, “soffrire” o vivere “in solitudine e tristezza”, incarna un modello estetico dove la frugalità e la semplicità non sono viste come un ostacolo ma, all'esatto opposto, come un'irripetibile opportunità di comunione tra uomo e natura e, quindi, in ultima istanza, come manifestazione della verità poetica. Per altri autori[18], invece, wabi(侘, l'”inatteso”), cioè quel senso di stupore e meraviglia che proviamo di fronte alle cose apparentemente più semplici e “scontate”;
- Mono no aware 物の哀れ: il "sentimento delle cose", cioè la nostalgia, il rimpianto per il tempo che passa, la comprensione della mutevolezza e della caducità senza sofferenza.
- Yūgen 幽玄: tradotto letteralmente come "profondità e mistero", rappresenta lo stato d'animo prodotto dal fascino inspiegabile delle cose, il sentire un universo 'altro', colmo di misteriosa unità.
- Karumi (軽み, “leggerezza”), la bellezza poetica riflessa nella sua semplicità, libera da preconcetti;
- Shiori (しおり, “delicatezza”), il fascino che dai versi s'irradia verso il lettore, andando oltre la mera parola scritta, avvolgendo ogni cosa in un vago e indistinto alone di compassione ed “empatia”;

## Lo haiku in psicologia e in psicoanalisi
La psicologia e in particolare la psicoanalisi occidentali si sono, non di rado, accostate al buddhismo e hanno cercato di conoscere, e recentemente di utilizzare, pratiche orientali e meditazione zen. Ricordiamo tra i principali psicologi e psicoanalisti che si sono accostati al Buddhismo zen: Carl Gustav Jung, Erich Fromm, Mark Epstein, Anthony Molino, Barry Magid e Joseph Bobrow per citarne alcuni.

### L'haiku in psicologia clinica
Nella composizione di haiku si trae ispirazione dalle emozioni creando “una metafora della profondità del vissuto esistenziale”. Inoltre lo haiku consente di connettere la parte cognitiva e razionale, attribuendo ad essa, tuttavia, un ruolo espressivo-metaforico e non giudicante.
Secondo recenti sviluppi della psicologia clinica sia all'estero sia in Italia, vi sarebbero benefici tali da poter utilizzare il processo di creazione di haiku, in gruppi seguiti da psicologi, come terapia per curare i disturbi del comportamento alimentare.
Questo processo “non giudicante” e di “accettazione” teorizzato per la prima volta negli anni '40 da Carl Rogers, come atteggiamento del terapeuta per realizzare un clima facilitante al processo terapeutico, è comune alle più recenti teorie cognitivo-comportamentali di terza generazione, tra cui l'Acceptance and Commitment Therapy (ACT) che aiutano le persone a sviluppare una migliore flessibilità psicologica.

### L'haiku in psicoanalisi

#### Processo associativo in psicoanalisi
L'effettiva difficoltà nella creazione di haiku è sottolineata da Leonardo Vittorio Arena: «... non è facile comporre haiku. Benché possa suonare paradossale, la spontaneità dell'haiku si ottiene dopo un rigido training».
Secondo Mauro Alfonso l'osservazione di Arena può ricordare il processo associativo, l'associazione libera che si svolge durante la seduta di psicoanalisi. Ad una analisi superficiale sembrerebbe facile che il paziente «osservi e comunichi tutto ciò che gli passa per la mente», secondo la “regola fondamentale” enunciata da Freud. Sembra facile, ma non lo è affatto. «Riuscire a sviluppare una buona e sciolta capacità associativa richiede un lungo e difficile training, come direbbe ancora Arena. Quella «immediatezza» e «spontaneità», richieste sia nella seduta psicoanalitica sia nella composizione dell'haiku, sono frutto, invece, di una disciplina “costosa” – in tutti i sensi». Lo stesso Freud aveva intuito la similitudine tra associazione libera in psicoanalisi e produzione poetica.

#### Presa di coscienza in psicoanalisi
Lo haiku cerca di esprimere, verbalmente, il processo di raggiungimento dell'illuminazione buddhistica, la quale coincide con la presa di coscienza della vacuità e della interdipendenza di tutti i fenomeni fisici e psichici. Questa evoluzione sembra essere la medesima che si ritrova alla base del processo della "presa di coscienza" in psicoanalisi (la presa di coscienza in psicoanalisi dovrebbe portare allo scioglimento del conflitto inconscio e del sintomo nevrotico che da quello deriva), anche se in psicoanalisi la presa di coscienza riguarda una gamma più ampia di oggetti.

## Esempi di haiku
Stanco:

entrando in una locanda

fiori di glicine.
草臥て宿かる比や藤の花 （kutaburete yado karu koro ya fuji no hana）
Yosa Buson
Il pruno bianco

ritorna secco.

Notte di luna.
しら梅の枯木にもどる月夜かな (shiraume no kareki ni modoru tsukiyo kana)
Tornando a vederli

i fiori di ciliegio, la sera,

son divenuti frutti.
来て見れば夕の桜実となりぬ (kite mireba yūbe no sakura mi to narinu)
Kobayashi Issa
In questo mondo

anche la vita della farfalla

è frenetica
世の中や蝶の暮らしも忙しき (yo no naka ya chō no kurashi mo isogashiki)
Ero soltanto.

Ero.

Cadeva la neve.
只居れば居るとて雪の降にけり (tada oreba oru tote yuki no furi ni keri)
Non piangete, insetti – 

gli amanti, persino le stelle

devono separarsi.
Mizuta Masahide
Il tetto s'è bruciato –

ora

posso vedere la luna

### Periodo Meiji
Taneda Santoka
Insieme

sudano

buoi e uomini
Gli uomini cantano

quando lavorano

nei campi
Masaoka Shiki
Il sole declina:

la pioggia inumidisce

i campi di canapa
Takahama Kyoshi
luna estiva:

sul tavolo una mela

marcisce

### Haiku moderni
Jack Kerouac
Gli uccelli cantano

nel buio.

- Alba piovosa.
Birds singing in the dark - Rainy dawn.
Jorge Luis Borges
La luna nuova.

Lei pure la guarda

da un'altra porta.
La luna nueva. Ella también la mira desde otra puerta.
Mario Chini
CORAGGIO

Non pianger; canta.

Se canti, ti si schiara

il cielo e il cuore.

## Esponenti principali

### Periodo Edo (1603-1867)
- Matsuo Bashō (1644-1694)
- Nozawa Bonchō (1640-1714)
- Uejima Onitsura (1661-1738)
- Ikenishi Gonsui (1650-1722)
- Mizuta Masahide (1657–1723)
- Takarai Kikaku (1661-1707)
- Yokoi Yayū (1702-1783)
- Fukuda Chiyo-ni (1703-1775)
- Yosa Buson (1716-1783)
- Ryōkan Taigu (1758-1831)
- Kobayashi Issa (1763-1827)

### Periodo Meiji e oltre (1868-1912)
- Masaoka Shiki (1867-1902)
- Natsume Sōseki (1867-1916)
- Kawahigashi Hekigodō (1873-1937)
- Takahama Kyoshi (1874-1959)
- Samukawa Sokotsu (1875-1954)
- Mokichi Saitō (1882-1953)
- Taneda Santoka (1882-1940)
- Ozaki Kōyō (1882-1926)
- Ogiwara Seisensui (1884-1976)
- Hōsha (1885-1954)
- Ozaki Hōsai (1885-1927)
- Nakamura Kusatao (1901-1983)
- Rofū Miki (1889-1964)

## Haiku nel mondo
Nei licei statunitensi e in Marocco si insegnano tutt'oggi le tecniche per scrivere haiku. Fu un grande appassionato e compositore di haiku Jack Kerouac, ma ne hanno composti anche Jorge Luis Borges (I diciassette haiku), Paul Claudel (Cento frasi per ventaglio), Allen Ginsberg.

### In Messico
In Messico José Juan Tablada si distingue per le sue opere  (Al sol y bajo la luna , 1918, e  Un día… poemas sintéticos , 1919). Fu il primo poeta di lingua spagnola a comporre un libro completo del genere, integrando motivi giapponesi con modernisti e americani.
È anche essenziale nominare la figura di Premio Nobel per la letteratura Octavio Paz, che ha completamente introdotto lo haiku nella letteratura spagnola durante la traduzione  Oku Paths , opera di Matsuo Basho, pubblicata nel 1957 in Messico, che fu la prima traduzione in una lingua occidentale.
Altri poeti rappresentativi dello haiku messicano sono: Efrén Rebolledo, Rafael Lozano, José Rubén Romero, Francisco Monterde o José María González de Mendoza, Pío Sotomayor.,

### In Venezuela
In Venezuela il libro pubblicato dal messicano José Juan Tablada intitolato Un día… poemas sintéticos 1919, ebbe molta influenza sullo sviluppo dell'haiku. Sottolinea principalmente Wafi Salih, dedicato quasi interamente alla coltivazione di questo genere, e con una considerevole bibliografia di almeno 11 opere in cui possono essere citate come esempio: El Dios de las Dunas, Caligrafia del Aire.

### In Uruguay
Il rappresentante più riconosciuto è Mario Benedetti, che ha pubblicato nel 1999 un'opera dedicata al genere "Rincon de haikus". Anche il poeta Federico Bello pubblicò nel suo libro "Cuarto menguante" un capitolo intitolato "Breve incursión en el haiku".

### In Francia
Pierre Pascal, il poeta e orientalista francese autoesiliatosi in Italia nel secondo dopoguerra, scrisse haiku disciplinati dalla metrica nipponica e dall'uso tradizionale delle rime. Per questo motivo, fu ammesso, unico europeo, nella "Foresta dei Pennelli". Sotto il titolo Nettare del Drago riunì mille e più haiku, tanka e kōan, preceduti da un saggio dedicato a L'Arte di scrivere senza scrivere.

### In Italia
Tra la fine dell'800 e i primi anni del ‘900, soprattutto per le vicende belliche che riguardavano il Giappone (che sconfisse prima la Cina e poi la Russia), si diffuse anche in Italia un certo interesse per la cultura giapponese. Tuttavia, rispetto ad altri Paesi come la Francia e il mondo anglosassone, nella prima metà del Novecento l'Italia conterà un numero di saggi e traduzioni della poesia orientale abbastanza limitato. 
Uno dei primi lavori di traduzione compare nel 1915, “Note di Samisen”, una raccolta di poesie giapponesi ad opera di Mario Chini (1876-1959). Il libro di Chini presenta, probabilmente per la prima volta in Italia, la poesia tradizionale giapponese (tanka e haiku). 
Lo stesso Mario Chini scriverà componimenti di stile haiku (5-7-5) che saranno pubblicati postumi a Roma nel 1961, con il titolo di Attimi. Gli "attimi" riproducono nella struttura e nell'ispirazione gli haikai giapponesi e cinesi, composizioni dal ritmo serrato, di sole diciassette more.
Probabilmente uno dei primi incontri italiani con la poesia giapponese avvenne attraverso la rivista letteraria L'Eco della Cultura (fondata nel 1914) che riportò testi di poesia giapponese, a cura di Vincenzo Siniscalchi. 
Dal 1920 al 1921 l'Università di Napoli pubblicò una rivista, Sakura, sullo studio della cultura giapponese, con la collaborazione del letterato giapponese Harukichi Shimoi, che diverrà frequentatore e amico di Gabriele D'Annunzio. Nel 1921 sulla rivista La Ronda compare una critica sostanzialmente negativa sulla moda “Hai-kai” giapponese che si stava diffondendo in Francia e in Spagna, mentre negli anni successivi da molti futuristi sarà apprezzato lo stile veloce dello haiku.

#### Influenze dello stile haiku sulla poesia italiana

##### Gabriele D'Annunzio, poeta ottocentesco
Già tra il 1885 e il 1890 un giovane D'Annunzio aveva pubblicato versi seguendo la metrica giapponese tanka di 31 more (5-7-5-7-7) da cui deriva lo haiku con il titolo “Outa Occidentale”. Una ‘outa’ è una poesia popolare nipponica con la metrica: 5-7-5-7-7 more (31 more in totale e senza rime). Il termine 'outa' o 'uta' (canzone o poesia) fu usato nelle prime versioni europee come sinonimo di tanka o waka, e spesso in Italia venne scritto outa, per la provenienza francese. In “Outa Occidentale” scrive:
Guarda la Luna/ tra li alberi fioriti;/ e par che inviti/ ad amar sotto i miti/ incanti ch'ella aduna.
Veggo da i lidi/ selvagge gru passare/ con lunghi gridi/ in vol triangolare/ su 'l grande occhio lunare.
L'interesse per lo stile giapponese da parte di D'Annunzio lo si percepisce da quanto affermerà nel 1923:
«Nel Giappone nei dintorni di Kyoto abiterò un vecchio tempio di legno fra i ciliegi lievi e gli stagni coperti dai fiori del loto e i sorrisi discreti dei bonzi…». Come scrive Muramatsu Mariko, lo stile tanka/haiku avrà una certa influenza su Gabriele D'Annunzio che conosce bene il genere e si cimenta con qualche imitazione. D'Annunzio ammirò infatti molto il Giappone e per molti anni ebbe come amico il letterato giapponese Harukichi Shimoi (che partecipò con lui all'impresa di Fiume), e fu tra i principali testimoni della cultura del Sol Levante in Italia. Questa ammirazione fu sicuramente reciproca, e D'Annunzio fu e tuttora è molto conosciuto in Giappone, se si pensa ai festeggiamenti a Tokyo e Kyoto dell'anniversario dei 150 anni dalla nascita del poeta italiano.

##### Giuseppe Ungaretti
Più complessa è la relazione tra il poeta Giuseppe Ungaretti e gli haiku.
Andrea Zanzotto osserva: “Ci si potrebbe domandare se per quella via anche il taglio inconfondibile del primo Ungaretti non abbia risentito, in modi più o meno sotterranei, delle suggestioni dello haiku, tanto è impressionante qualche volta l'analogia delle figure formali”. 
Alcune poesie del primo ermetismo di Ungaretti (Notte di maggio, Tramonto, Stasera, Universo, Soldati, Rose in fiamme) sembrano richiamare lo stile haiku. Virgilio Orsini arriverà ad affermare che “il Giappone rivela il vero spirito della poesia ermetica, la sua intima natura, la sua anima”. Altri studiosi osservano come nell'ermetismo italiano sia presente spesso "il gusto per le immagini barocche, del conceit", e come sia invece mancante la levità, la semplicità (il karumi di Basho), una delle esigenze dello haiku.
Altri profondi conoscitori di Ungaretti, tuttavia, osservano come sia singolare il passaggio metrico dalle poesie di Ungaretti edite nel 1915 su “Lacerba” a quelle di un anno dopo su “La Diana”. Non sembra casuale il contemporaneo e contiguo apparire, proprio sulla stessa rivista La Diana, delle poesie giapponesi del sopracitato Harukichi Shimoi, amico di D'Annunzio. Tra l'altro la forma dello haiku si ritrova in varie poesie e strofe del 1916-17, prevalentemente nella forma speculare 7-5-7, come in Notte di maggio:
(Giuseppe Ungaretti, Notte di maggio)
od anche in variazioni simmetriche 6-5-6 (come in Fase)
(Giuseppe Ungaretti, Fase)
Queste poesie sono contenute nella raccolta L'Allegria insieme ad altre che rendono l'idea del frammento. Sembra evidente il rapporto tra poesia e biografia dell'autore legata in quel periodo all'esperienza della guerra di trincea che indusse alla consapevolezza della precarietà della vita e da cui derivò un forte sentimento di comunanza e fraternità in quei drammatici eventi.
Questo porta Ungaretti ad un rifiuto della metrica tradizionale e alla realizzazione di una poesia che “porta alla luce enunciazioni essenziali, fulminee, parole che emerse dal silenzio e da un fondo di meditazione, ambiscono a dire l'essenza di un groviglio di sensazioni”.
Altro tratto in comune fra la poetica ungarettiana e quella degli haijin potrebbe essere che, come negli haiku dal particolare si giunge all'universale, così il poeta italiano dalla propria esperienza individuale passa alla condizione dell'umanità.
Giuseppe Ungaretti, in una lettera a Corrado Pavolini del 1929, spiega, invece, come sia una mera coincidenza la somiglianza di alcune sue poesie con i componimenti giapponesi. Anzi sostiene che nelle traduzioni dal giapponese sulla rivista La Diana, i giovani traduttori dell'epoca subissero la sua influenza, sia nei ritmi che nel vocabolario. Per queste ragioni - sostiene Ungaretti - in seguito, sia in Italia sia all'estero era divenuto consueto associarlo al Giappone. Molti anni dopo, nel 1962, nel volume "Le origini della poesia di Giuseppe Ungaretti" viene fatto un confronto tra l'Allegria di Ungaretti e gli scritti nipponici evidenziando analogie e differenze: si deve notare, tra l'altro, come le poesie di Ungaretti abbiano un titolo, che invece manca del tutto negli haiku.

##### Salvatore Quasimodo
Secondo alcuni osservatori la celebre composizione di Salvatore Quasimodo Ed è subito sera sarebbe un esempio di haiku
:
(Salvatore Quasimodo, Ed è subito sera)
Paolo Pagli invece sostiene come la composizione di Quasimodo sia “agli antipodi come spirito e forma”. Egli osserva, poi, che nessuna delle parole 'naturalistiche' che vi compaiono (cuore, terra, trafitto, raggio di sole, sera) si riferisce davvero alla propria denotazione: il cuore non è il cuore, il sole e la sera non sono quello che significano propriamente. Si tratta di un'unica, potente, catena di metafore che esprime la condizione umana. Ogni termine rinvia ad altro, trasferisce il suo senso e lo propaga in una associazione che diventa una scia di associazioni, un'onda di significati, di ampiezza quasi indefinita. Non solo, ovviamente, il raggio di sole non 'trafigge' in senso proprio, ma la parola veicola un'impressione dolorosa che può attingere remotamente addirittura alla Crocifissione.
Cristina Banella, tra le molte e sostanziali differenze tra alcune brevi liriche di Quasimodo e i più importanti componimenti degli autori antichi di haiku, osserva come due soggetti, il vento e l'acqua, siano, tuttavia, usati in maniera simile sia in Quasimodo che nello haiku. Molti degli elementi naturali che compaiono nella poesia giapponese hanno, però, una valenza poetica fissa（hon'i 本意); al contrario questi due assumono un valore diverso ogni volta, valore che dipende dalle intenzioni del poeta.

Da una approfondita analisi della lirica “Dolore di cose che ignoro” emergono elementi di vicinanza con lo haiku:
(Salvatore Quasimodo, "Dolore di cose che ignoro")
Tutti gli elementi sono in contrasto: i colori bianco e nero del primo verso, il lievito che è opposto ai lombrichi. Gli elementi bianco/nero, lievito/lombrico, acqua/terra, sono rapportabili al contrasto vita/morte e quindi eterno/transeunte. È lo stesso contrasto – scrive Cristina Banella – che si ritrova nei migliori haiku.

##### Umberto Saba
Umberto Saba tra il 1915 e il 1918, durante la guerra, compose alcune brevi poesie, che poi chiamerà "piccoli giocattoli".Conosceva il testo di Mario Chini, Note di Samisen e diversi critici hanno avvicinato alcuni di questi componimenti alla poesia giapponese e, in particolare, agli haiku, anche se sono più lunghi (Saba mantiene l'uso dell'endecasillabo) ed hanno un titolo.
(Umberto Saba)

##### Mario Chini
Mario Chini (1876-1959) è stato un letterato, storico e critico d'arte italiano con una ben chiara personalità, non di rado in contrapposizione a Benedetto Croce e Attilio Momigliano. Fu insegnante di lettere dal 1920 al 1932 in un istituto tecnico e in un liceo di Roma e poi preside dal 1932 al 1936 in alcuni licei italiani. Viaggiò e soggiornò molto all'estero. Fu autore di numerose traduzioni dal latino, dal cinese e dal giapponese, come Note di Samisen, uno dei primi testi in italiano di traduzioni della poesia giapponese. Fu autore di poesie haiku che vennero pubblicate postume con il titolo di Attimi: Haikai.
Seguono quattro di questi haiku, tutti con un titolo:
L'Haikai

In tre versetti

tutto un poema, e, forse,

tutta una vita
Confessione

Ho corso il mondo

per afferrar tre note

di poesia
Largo

Bastan tre grilli

per far grande una notte

di mezza estate
Coraggio

Non pianger; canta.

Se canti, ti si schiara

il cielo e il cuore

##### Andrea Zanzotto
Andrea Zanzotto (1921-2011), considerato uno dei più importanti poeti italiani del secondo Novecento, scrive, nella metà degli anni '80, in inglese con traduzione a fronte in italiano, la raccolta "Haiku. For a season/per una stagione". Si tratta di una raccolta di 91 pseudo-haiku.
Ne riportiamo uno nella versione italiana ed uno in inglese con versione in italiano:
Ardui cammini del verde

sul filo di infinite inesistenze - 

un ultimo raggio li perseguita
Where poppies played 

the sickle passed a hundred years ago -

now shy smell of grass remains:

oblivion, yet living oblivion
Dove giocavano i papaveri

la falce passò un centinaio di anni fa -

ora timido resta l'odore dell'erba:

oblio, ma oblio vivente

##### Edoardo Sanguineti
Edoardo Sanguineti (1930-2010) è degno di nota per la pubblicazione di poesie haiku nella raccolte Mikrokosmos e Poesie. In quest'ultima, nella sezione “Corollario”, sono pubblicati quattro haiku. Ne riportiamo uno:
Sessanta lune: 

i petali di un haiku 

nella tua bocca

## Haiku citati nella prosa
Ian Fleming, nel penultimo romanzo con protagonista James Bond, Si vive solo due volte, nomina alcuni esempi di poesie haiku. Ne idea uno egli stesso:
Si vive solo due volte:

una volta quando si nasce

e una volta quando si guarda la morte in faccia.
You only live twice

Once when you're born

And once when you look death in the face
Il componimento è tuttavia un falso haiku, giacché nella sua versione originale presenta più more del dovuto.
Un personaggio del romanzo It di Stephen King, da ragazzino, scrive su una cartolina un haiku per conquistare la ragazzina di cui è innamorato. Il testo è:
Brace d'Inverno

I capelli tuoi

Dove il mio cuore brucia
Your hair is winter fire

January embers

My heart burns there, too.

## Nella cultura di massa
Il cantautore siciliano Franco Battiato ha scritto una canzone chiamata "Haiku" nel suo album Caffe de la Paix (1993).
Nel film del 1999 "Fight Club"  il protagonista e voce narrante Tyler Durden afferma di scrivere haiku.